# Säulenordnung

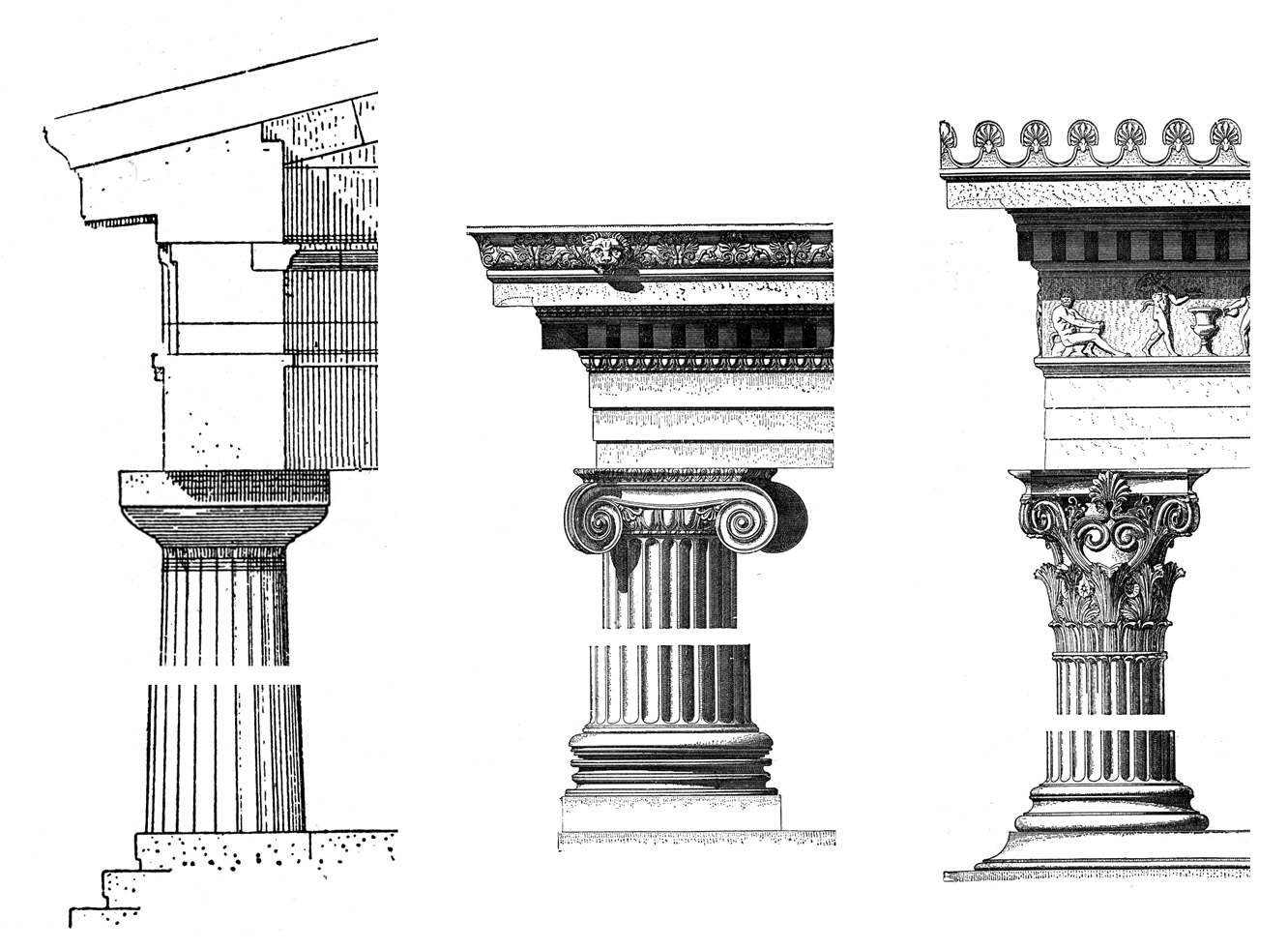
Dorische, ionische und korinthische Säulenordnung (Poseidontempel in Paestum, Athenatempel in Priene und Lysikratesmonument in Athen, Rekonstruktionen teilweise überholt)

Die fünf klassischen Säulenordnungen sind das wichtigste Gliederungssystem der antiken und der neuzeitlichen Architektur von der Renaissance bis zum frühen zwanzigsten Jahrhundert. Der Begriff Ordnung bezeichnet baugeschichtlich immer ein System vertikaler Bauelemente mit Basis und Kapitell. Sie ist folglich von Pfeiler- bzw. anderen Stützenkonstruktionen formal abzugrenzen.
Das gemeinsame Thema der fünf Säulenordnungen ist das Verhältnis von Säule zu Gebälk, Vermittlung und logischer Bezug zwischen den Baugliedern und ihre Einbindung in den Gesamtentwurf eines Gebäudes. Die aus dieser Aufgabe entwickelten unterschiedlichen Details wurden bereits in der Antike auch auf Pfeiler- und Bogensysteme übertragen, eine Entwicklung, die fruchtbar in der Neuzeit weiterwirkte.
Nach dem Verständnis der Renaissance bauen die fünf Säulenordnungen aufeinander auf und stellen in ihrer Gesamtheit ein Abbild der hierarchisch geordneten Welt dar. Ansätze zu dieser Hierarchisierung – ohne weltinterpretatorische Sicht – sind aber bereits der klassischen Antike geläufig.

## Verbreitung des Systems der Säulenordnungen
Die Architektur der Griechen, in der Folge auch der Römer, richtete sich nach gewissen Regeln, die sich mehr und mehr zu speziellen Vorschriften verdichteten, ohne je verbindlich fixiert worden zu sein. Grundlage hierfür war die zunächst an die griechischen Stämme und die von ihnen besiedelten Gebiete gebundenen landschaftlichen Stile, die sich im Laufe des 7. und 6. Jahrhunderts v. Chr. mit der dorischen und der ionischen Ordnung ausbildeten. Die dorische Ordnung war hauptsächlich auf dem griechischen Festland und in Großgriechenland verbreitet, war aber auch im restlichen dorischen Siedlungsgebiet, insbesondere Rhodos anzutreffen. Die Bezeichnung dorische Ordnung geht auf die Dorer, einen der griechischen Volksstämme, zurück, in deren Siedlungsgebiet – großen Teilen der Peloponnes, auf Rhodos, Kreta und Teilen Kleinasiens – der Baustil hauptsächlich entwickelt wurde. Demgegenüber war die ionische Ordnung vor allem im kleinasiatischen Ionien, auf den ionisch besiedelten Inseln der Ägäis und in Attika verbreitet. Die Bezeichnung ionische Ordnung ist abgeleitet von den Ioniern, dem älteren und von den Dorern aus dem ursprünglichen Siedlungsgebiet vertriebenen griechischen Volksstamm. Im Laufe der Entwicklung verlor sich diese strenge landschaftliche Bindung und beide Säulenordnungen wurden im ganzen griechischen Architektur- und Kulturkreis eingesetzt.
Die korinthische Ordnung ist der jüngste der drei Baustile der antiken griechischen Architektur. Ihre Entwicklung begann in ‚historischer‘ Zeit gegen Ende des 5. Jahrhunderts v. Chr. mit der ‚Erfindung‘ des korinthischen Kapitells. Ihr kanonischer Formenapparat, der aus der ursprünglich reinen Säulenordnung eine in sich geschlossene Bauordnung machte, lag verbindlich aber erst in der Mitte des 1. Jahrhunderts v. Chr. vor.
Seit Vitruv werden diese drei Hauptordnungen und einige Nebenordnungen, die aus ihnen hervorgingen, unterschieden, wobei noch für Vitruv die korinthische Ordnung sich allein auf die Säulen- und Kapitellbildung beschränkte, ein kanonischer Gebälkaufbau aber nicht mit ihr verbunden war. Für die Geschichte der europäischen Architektur sind die klassischen Säulenordnungen prägend. In der Architekturgeschichte sind die Renaissance und der Klassizismus des 19. Jahrhunderts als wichtigste Phasen zu nennen, in denen die Architektur durch eine Rückkehr zum antiken Kanon erneuert wurde.
Während diese Stile ursprünglich nur auf eingeschossige Architekturen angewandt wurden oder bei zweigeschossigen Anlagen, etwa den übereinander gestellten Säulen mancher Tempelinnenräume, beide Säulenstellungen der gleichen Ordnung folgten, ist seit dem Hellenismus zu beobachten, dass die Anordnung verschiedener Säulenordnungen über mehrere Stockwerke eines Gebäudes oder einer Fassade bestimmten Regeln und einer Ordnungshierarchie folgt. Da eine Beschreibung der zugrunde liegenden Regeln erstmals bei Vitruv zu finden ist, spricht man auch von Vitruvscher Säulenordnung. Gleichwohl ist der dahinter wirkende Gedanke wesentlich älter und lässt sich mindestens bis ins 5. Jahrhundert v. Chr. zurückverfolgen. Denn dem hellenistischen „unten – oben“ der Hierarchie ging bereits an klassischen Bauten ein „innen-außen“ voraus. So ist die korinthische Säule zunächst nur in Innenräumen insbesondere der Tempel zu finden. Später tritt sie dann an den dem Heiligtum zugewandten Seiten der Torbauten auf, also im Innern des Heiligen Bezirkes. Die Verschränkung beider Aspekte begegnet schließlich an der Stoa, die Attalos II. nach Athen stiftete. Dort ist die untere äußere Säulenstellung dorischer Ordnung, während die Innensäulen der Halle ionisch sind. Zugleich ist aber die äußere Halbsäulen-Pfeiler-Galerie des zweiten Geschosses ebenfalls ionischer Ordnung.
Das System der Säulenordnungen wurde in der Neuzeit durch Traktate verbreitet, die sich auf Vitruv bezogen. Der Begriff „Säulenordnung“ selbst ist aus dem italienischen ordine entlehnt und wurde in der Antike für die Baustile nicht benutzt. Vitruv spricht denn meist nur vom genus (Vitruv III, 6, 15), also der Art, oder von proportiones eines Stils (Vitruv IV, 6, 3), den Verhältnissen der Bauglieder zueinander, die innerhalb einer Ordnung eingehalten werden müssen.
Die wichtigsten Traktate der Neuzeit über die klassischen Ordnungen stammen von Leon Battista Alberti, Sebastiano Serlio, Giacomo Barozzi da Vignola, Vincenzo Scamozzi und Andrea Palladio.
Neuzeitliche Autoren über die Säulenordnungen in Deutschland waren Wendel Dietterlin und Leonhard Christoph Sturm.

## Die fünf klassischen Säulenordnungen

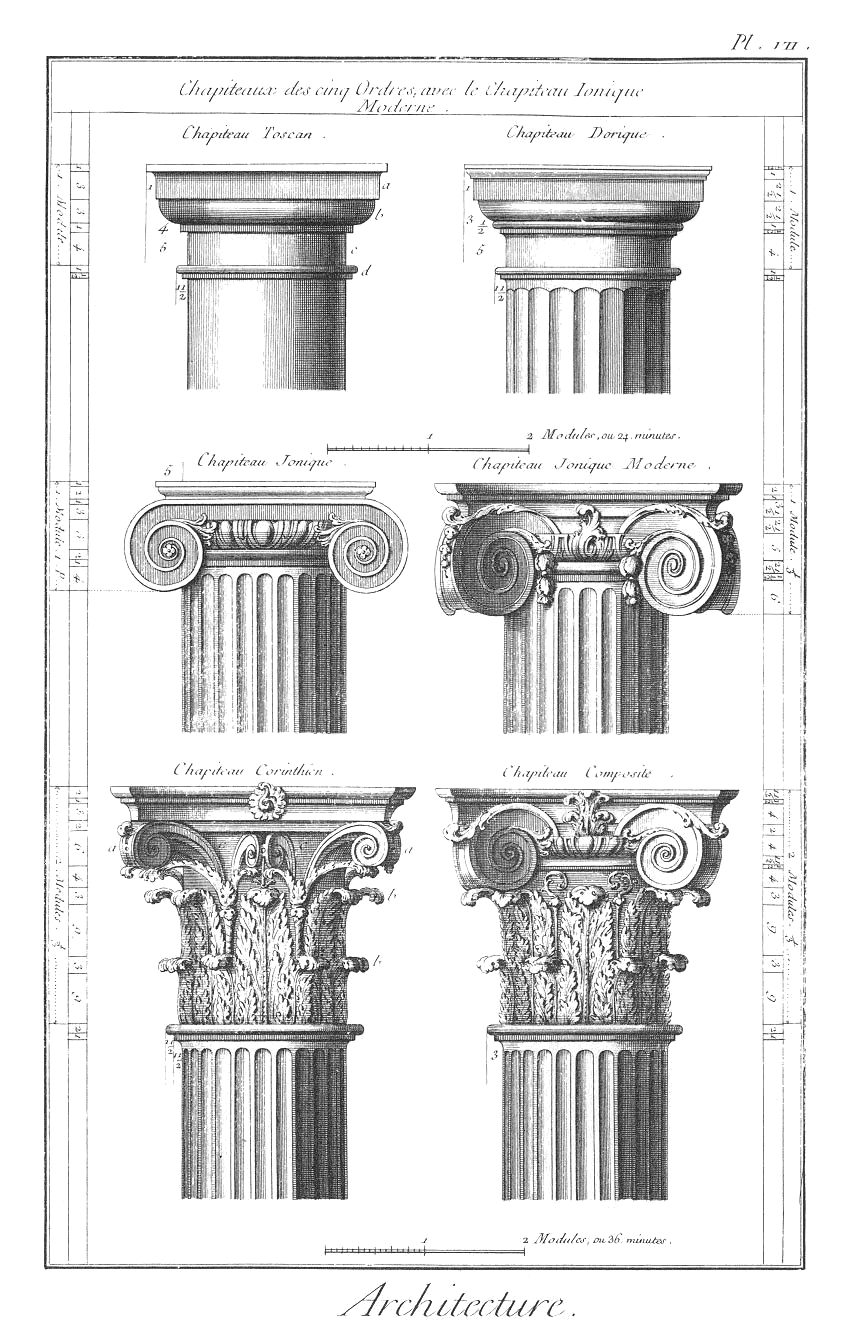
Kapitelle der fünf Ordnungen in einer Darstellung aus dem 18. Jhd.

Die fünf Ordnungen werden aus denselben Bauteiltypen zusammengesetzt, nämlich Postament, Säule (mit und ohne Basis, Säulenschaft und Kapitell) und einem Gebälk. Wenn in einem Aufriss Säulen unterschiedlicher Ordnungen verwendet werden, werden sie nach einer gemeinsamen Maßeinheit proportioniert, dem unteren Säulenschaftdurchmesser, in den Traktaten Modul genannt. Entsprechend der hierarchischen Gliederung müssen die Säulen in der folgenden Reihenfolge übereinander gestellt werden (von unten nach oben):
- toskanische oder Rustika-Ordnung, etruskische Ordnung
- dorische Ordnung – mit einer römischen Abwandlung als Unterform
- ionische Ordnung – wird in eine attische, eine kleinasiatische und eine römische Variante unterteilt
- korinthische Ordnung
- komposite Ordnung – eine Verbindung von ionischer und korinthischer Ordnung

Während die dorische, ionische und korinthische Ordnung schon in der klassischen Architektur Griechenlands entstanden, sind die toskanische und die komposite Ordnung eine Erfindung der klassisch-römischen Architektur.

### Superposition

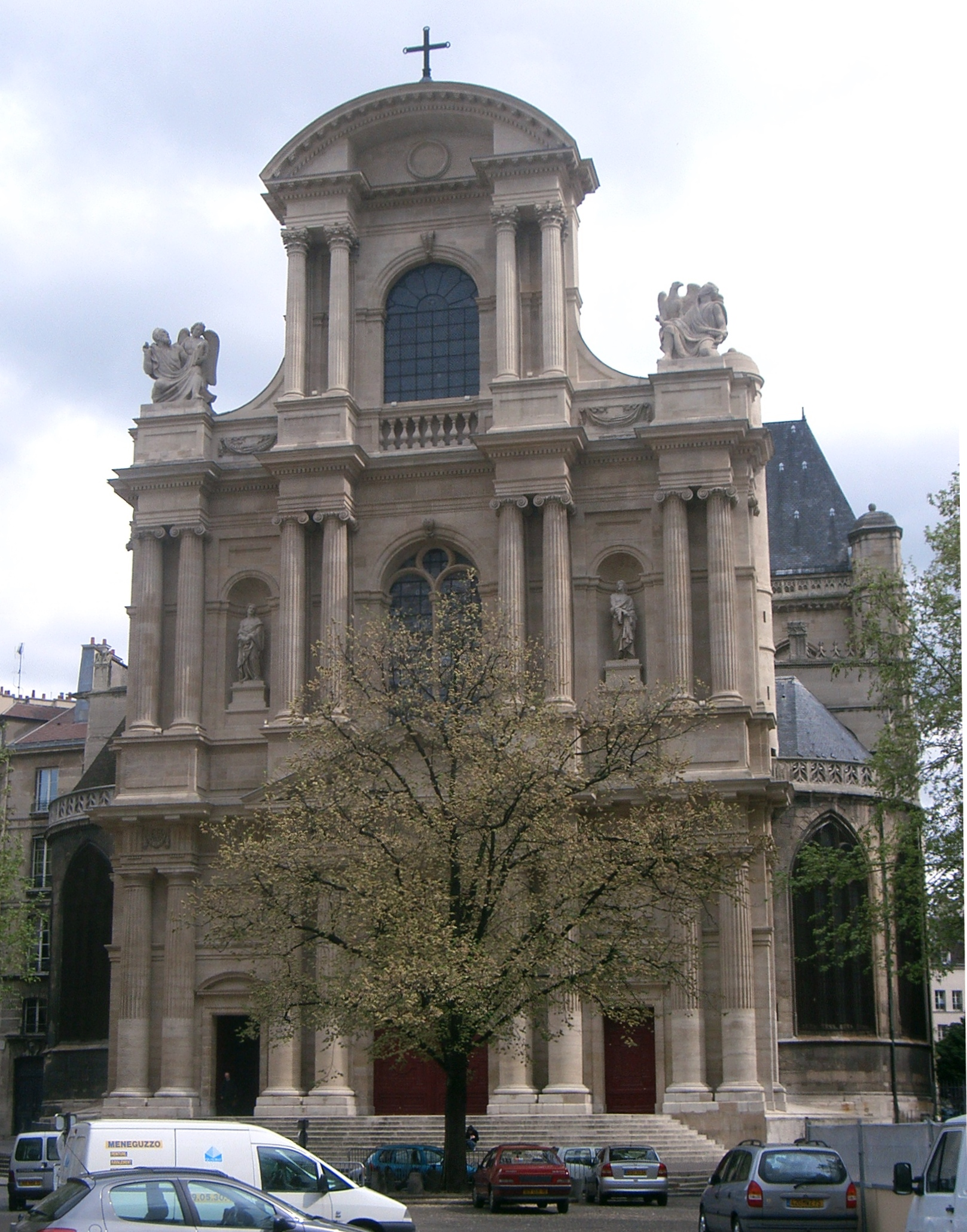
Die Kirche St. Gervasius und St. Protasius in Paris
1. Stock Dorische Säulen,
2. Stock Ionische Säulen,
3. Stock Korinthische Säulen

Die geschossweise erfolgende Übereinanderstellung nennt man Superposition. Die Anordnung der Säulen oder Pilaster übereinander richtet sich nach der zunehmenden Komplexität der Kapitelle. Bei drei Geschossen weist die unterste Ordnung schlichte dorische oder toskanische Wulstkapitelle, die mittlere ionische Volutenkapitelle und die oberste ausgestaltete korinthische oder komposite Blattkelchkapitelle auf.

## Die Säulen in der Romanik und der Gotik

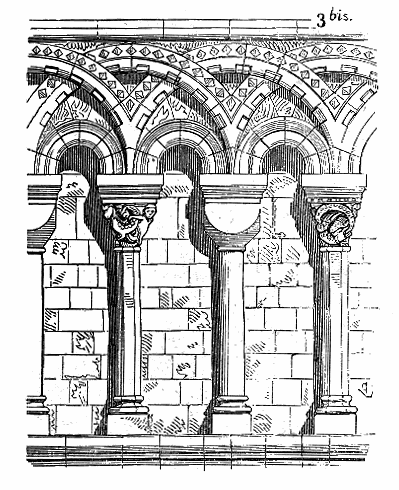
Romanische Säulenreihe (Kathedrale von Canterbury)

In der Romanik wird die Säulenordnung, wie sie aus der Antike bekannt war, nicht weiter geführt. Die massive, dicke Steinwand ist das bestimmende Element der romanischen Architektur. Säulen werden in weit geringeren Maßen gebaut (vergl. Santa María del Naranco, Oviedo), und wenn, dann tragen sie meist Bögen oder Bogenensemble. Das Verhältnis von Säulendurchmesser zur Säulenhöhe wird oft vergrößert, die Säulen wirken gestaucht im Vergleich zu ihren antiken Vorbildern. Die Kapitelle werden skulptural hoch variabel gestaltet. Die Bandbreite reicht von einfachen Kuben, die zur Säule hin als Pendentif gerundet werden, bis hin zu aufwändigen Skulpturen mit biblischen Themen, Tieren, Fratzen.

Motive romanischer Säulenkapitelle
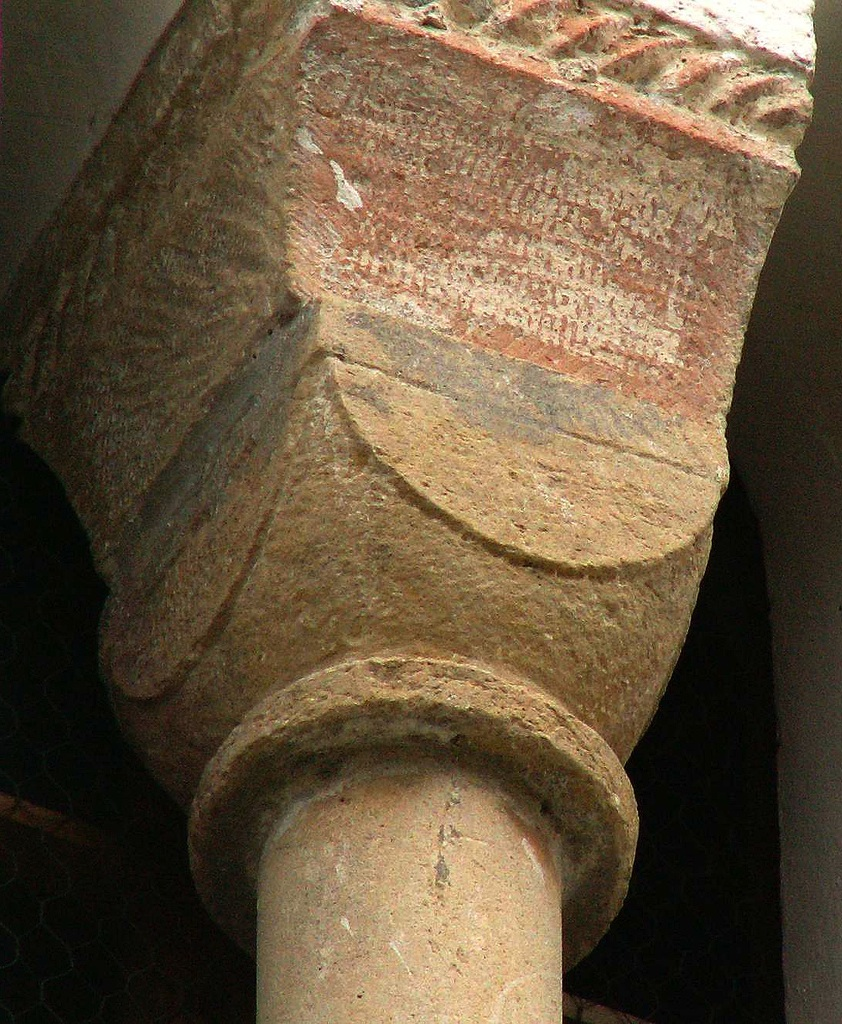
Einfaches Kapitell
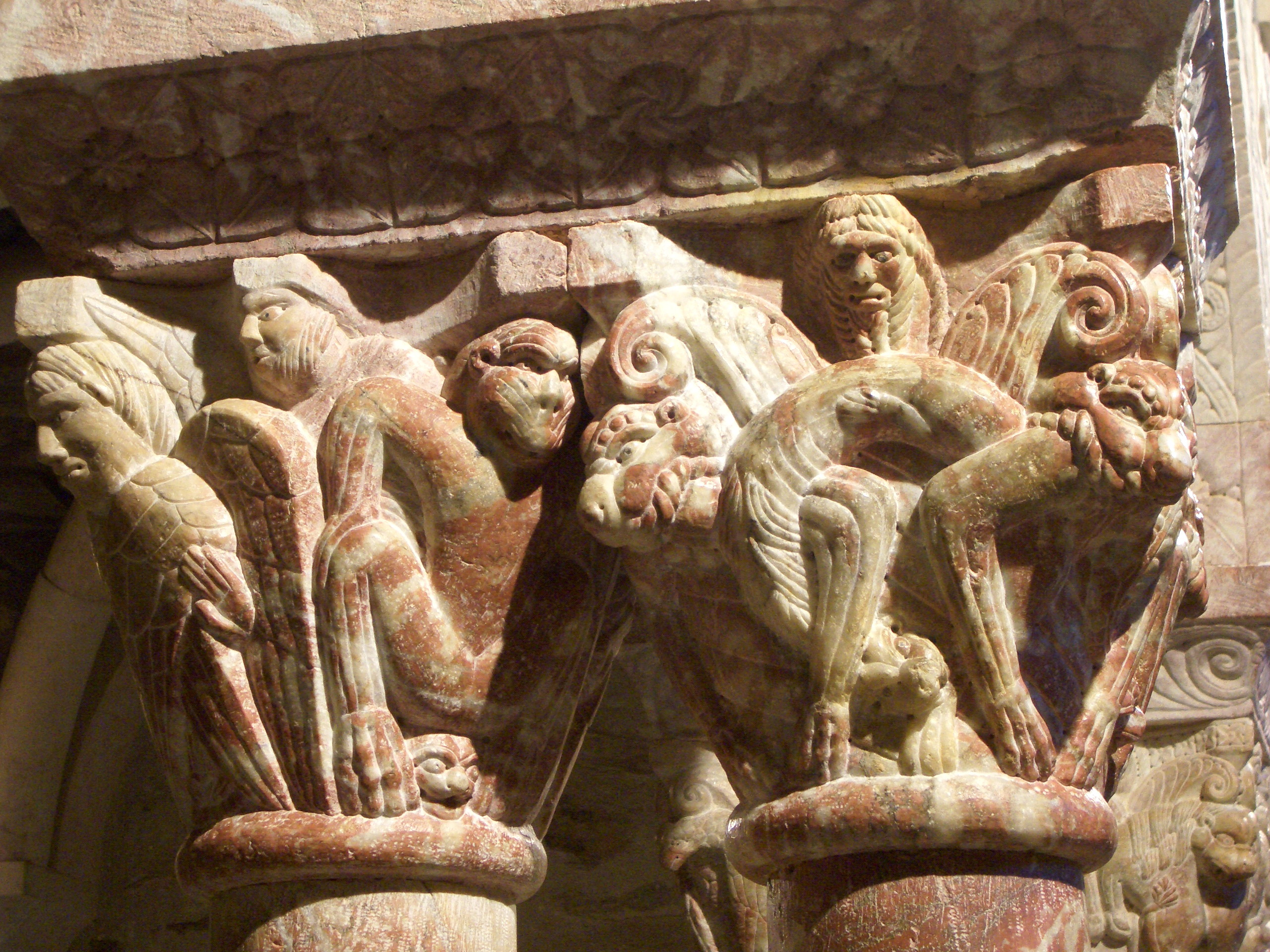
Alttestamentliches Motiv
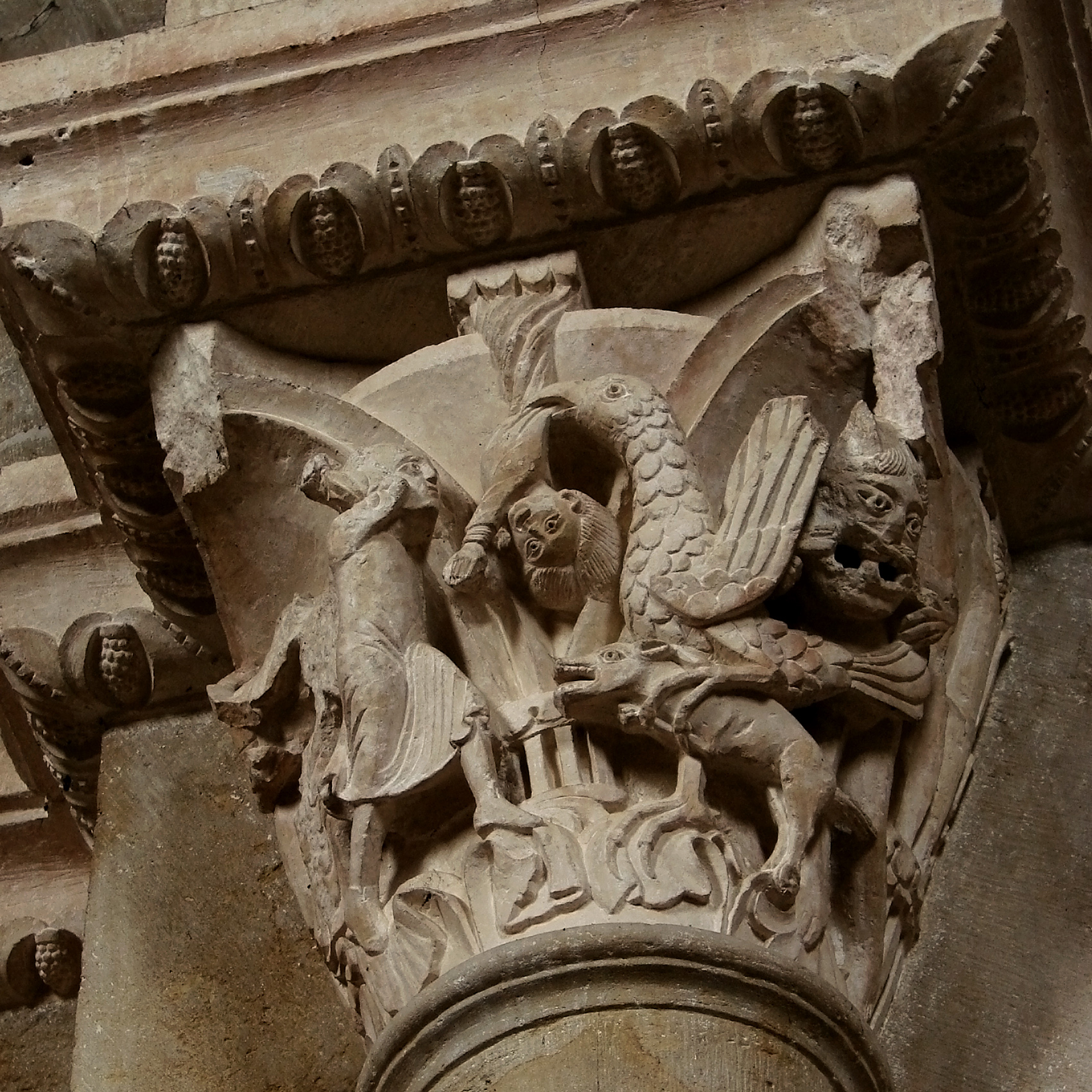
Löwen und Pferde
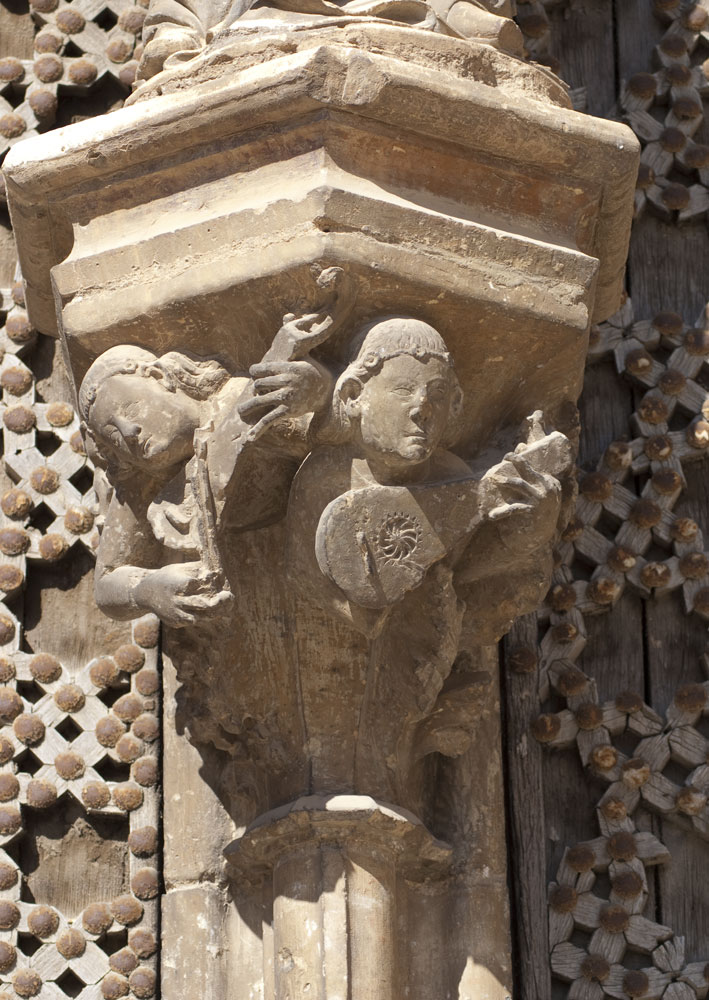
Musiker

Im Übergang von der Romanik zur Gotik finden sich noch Säulen mit ausgebildetem Kapitell und Fuß, meist sind sie frei der korinthischen Ordnung entlehnt. Bündelpfeiler, die anfangs noch vor dem Kapitell der Säule enden, verdrängen in der Hoch- und Spätgotik die Säulen, da sie nunmehr bis zum Boden geführt werden.

## Die Entwicklung der Säulenordnung in der Renaissance
In der Renaissance werden die Säulenordnungen Bestandteil der zeitgenössischen Architekturdiskussion, was sich auch an den Traktaten ablesen lässt. Dabei werden Regeln formuliert, die die Säule in einem Zusammenhang mit dem darüber befindlichen Gebälk sehen und auch unterscheiden, ob die Säule als tragendes Element freisteht oder in eine Wand eingebunden ist. Die Säule besteht demnach aus dem Schaft, dem Kapitell und der Basis, wofür in den italienischen Trakaten das gleiche Wort wie für Füße verwendet wird. Auch das Gebälk wird in drei Teile untergliedert (Gesims – Fries – Architrav), ebenso das Postament (di Giorgio und Serlio nennen dies Stylobat), auf das die Säule gestellt wird, besteht aus drei Teilen.

### Die Säulenordnung bei Alberti
In seiner Hauptschrift Zehn Bücher über die Baukunst beschreibt Alberti (im siebten Buch) die Art und Weise, wie Säulen zu gestalten sind, insbesondere in Abhängigkeit zur überbrückenden Weite. So sollen die Säulen schmaler werden, wenn die Abstände gering sind. Bei der Beschreibung der Kapitelle kann er Ironie kaum verbergen, als er beschreibt, wie die alten Griechen das dorische und das ionische Kapitell entwickelten. In seinen weiteren Beschreibungen gibt Alberti feste Maße in Fuß vor und wechselt oft in relative Größen. Es sind seine Nachfolger, die daraus ein System formulieren. Er beschreibt als erster, wie die Entasis bei schlanken Säulen zu konstruieren ist.
In seinen Bauwerken weicht Alberti bei der Gestaltung der Kapitelle deutlich von den klassischen Vorbildern ab. So erfindet er für die Fassade des Palazzo Rucellai neue Formen.

### Die Säulenordnung bei Serlio
Serlio beschreibt die Säulenordnung weitaus systematischer als Alberti. Im vierten Buch seiner Sette Libri d’architettura ordnet er die Säulenordnungen, er verarbeitet dabei Angaben von Vitruv und Alberti. Für die Interkolumnien (Abstände zwischen den Säulen) gibt er unterschiedliche Angaben, je nachdem ob die Säule freisteht oder in eine Wand eingebunden ist. Er schlägt in seinem reich bebilderten Band vor, die gleiche Säulenordnung bei mehreren Stockwerken anzuwenden. Allerdings erreicht er überzeugendere Beispiele, wenn er, wie seine Nachfolger, den Wechsel der Ordnungen anwendet. Seine Maßangaben verteilt er in seinen Texten.

### Die Säulenordnung bei Palladio
Für Palladio sollen die Säulen so verwendet werden, dass die stärkste Säulenart (die mit dem größeren Verhältnis von Durchmesser zur Höhe) stets unten angeordnet werden soll. So soll die dorische immer unter der ionischen Säule stehen, die ionische unter der korinthischen und die korinthische unter der kompositen.
Er macht auch Angaben zum Interkolumnium, zum Abstand zwischen den Säulen. Stehen die Säulen frei, so ist der Abstand zwischen ihnen etwa bei der toskanischen Ordnung 4 Module (Durchmesser). Diesen Abstand erhöht er für die dorische auf 5½ Module und reduziert sie auf 2 Module bei der korinthischen und 1½ Module bei der kompositen Ordnung. Wenn die Säulen in eine Wand eingebunden sind (Lisenen), so ist der Abstand deutlich weiter: bei der toskanischen Ordnung 6 Module, bei der korinthischen 6½ Module.
Bei einigen seiner Bauten wandelt Palladio die Säulenordnung sehr frei ab. So gestaltet er an der Villa Sarego (ab 1569) die ionische Säule in Kolossalordnung. Den Schaft bildet er in Bossenwerk aus, welches er als gestalterisches Element der Antike entlehnte.

### Die Säulenordnung bei Vignola

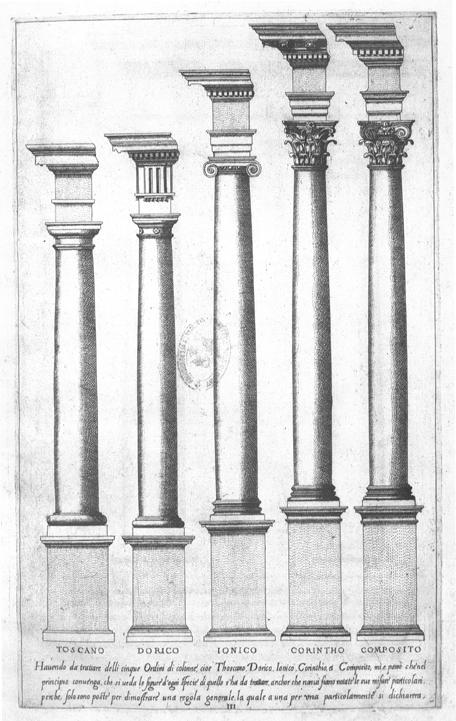
Die fünf Ordnungen, aus Vignolas Regola delli cinque ordini d’architettura

Vignola, der gleichen Generation wie Palladio zugehörend, systematisiert die Säulenordnungen am weitestgehenden. Er geht in seiner Regola delli cinque ordini d’architettura („Regel der fünf Ordnungen der Architektur“) nicht vom Durchmesser der Säule als Modul aus, sondern vom Radius. So ist die Säule jeweils 2 Module breit. Der Wechsel zum Radius erlaubt ihm, für die einzelnen Bauteile der Säule (Kapitell und Basis) ganzzahlige Verhältnisse anzugeben, auch das Gebälk vermag er so einfacher zu gliedern. Ähnlich wie bei Palladio ist sein System anpassbar an unterschiedliche regionale Längenmaße, da nur das Maß für den Säulenradius angegeben werden muss.
Sein Buch wird bis ins 19. Jahrhundert Bestandteil für die Architektenausbildung (Der kleine Vignola). Dort finden sich für die einzelnen Ordnungen detaillierte Angaben zur Konstruktion der Kapitelle, Basen, Gebälke, Lisenen, Abstände und der Ausbildung der jeweiligen Entasis.

### Die Säulenordnung bei Scamozzi
In seinem Traktat L’idea della architettura universale, einem sechsbändigen Werk, beschreibt Vincenzo Scamozzi im letzten Band nur sehr knapp die Proportionen und die Eingliederung von Säulen in die Fassade. Obwohl ein Schüler Palladios, weicht er doch bei den Proportionen ab. Und obwohl er der Generation nach Vignola angehört, erreicht er nicht dessen Systematik.

### Vergleich der Säulenproportionen in der Renaissance
In der folgenden Tabelle sind die Verhältnisse als moduli für den unteren Säulendurchmesser zur Höhe der Säule (inklusive Kapitell und Basis) dargestellt.
| Ordnung     | Alberti | di Giorgio | Serlio | Palladio | Vignola | Scamozzi |
| ----------- | ------- | ---------- | ------ | -------- | ------- | -------- |
| Toskanisch  | k. A.   | k. A.      | 1:7    | 1:6,5    | 1:7     | 1:7,5    |
| Dorisch     | 1:7     | 1:7        | 1:8    | 1:7,5    | 1:8     | 1:8,5    |
| Ionisch     | 1:9     | 1:8        | 1:9    | 1:9      | 1:10    | 1:8,75   |
| Korinthisch | 1:8     | 1:9        | 1:11   | 1:9      | 1:12    | 1:9,75   |
| Komposite   | k. A.   | k. A.      | 1:12   | 1:10     | 1:12    | 1:10     |

Die proportionalen Festlegungen zwischen Säulendurchmesser zu Basis und Kapitell sowie zum Gebälk sei an Vignolas Vorgabe zur toskanischen Ordnung dargestellt. Die Basis und das Kapitell erhalten je ein Modul (= Radius) für ihre Höhe. Das darüber liegende Gebälk gliedert sich in Architrav, Fries und Gesims. Der Architrav erhält die Höhe von einem Modul, der Fries ein Modul plus 2/12 Modul (Vignola teilt das Modul in 12 Teile, analog zu den üblichen Fußmaßen) und das Gesims ist ein Modul plus 4/12 Modul hoch. Durch die nach oben größer werdenden Abstände sollen die obersten Gebälkteile gleich zu den unteren erscheinen, der optische Verkürzungseffekt gemindert werden. Ähnliche Festlegungen trifft Vignola für die anderen Ordnungen. Die oben aufgeführten Architekten geben für die diversen Bauteile und Ordnungen abweichende Proportionen vor.

## Die Säulenordnung im Klassizismus und im Historismus
Die Schöpfer des Klassizismus beriefen sich selbst auf ihre Vorbilder aus der Antike und der Renaissance, sie strebten keine Veränderungen in der Säulenordnung an. Vielmehr variierten sie die Einbindung der Säule in das Bauwerk (z. B. Schinkel im Alten Museum). Claude Perrault übersetzte den Vitruv ins Französische und verfasste ein Standardwerk über die Säulenordnungen: Ordonnance des cinq espèces des colonnes selon la méthode des anciens (Ordnung der fünf Säulenarten nach der Methode der Alten). Dessen Regeln wendete er konsequent in der Fassade des Louvre an. Auch Inigo Jones und der Kreis um Lord Burlington, deren Wirken in der Architektur im Palladianismus eingeordnet werden, schufen dennoch Neuerungen.
Im Historismus werden neue Bautechniken und Materialien (Gusseisen und Portlandzement) entwickelt, doch führt dies zunächst zu keiner neuen Formensprache („neue Technik im alten Kleid“). Besonders die Stilepochen Neorenaissance, Neoklassizismus leben ihre historischen Vorbilder getreu aus (z. B. die Bauten Gottfried Sempers in Dresden).

## Die Säulenordnung von der Moderne bis zur Gegenwart
Das Verwenden von Stahl in der Architektur seit Mitte des 19. Jahrhunderts und wenig später der neue Beton ließen den Skelettbau als bald dominierende Bauform entstehen. Dieser war anfangs kaum von der Säulenordnung zu unterscheiden. In der beginnenden Moderne (Art déco, Jugendstil, Werkbund) finden sich noch deutliche Anklänge an die klassische Säulenordnung. Sie wurden zunehmend stilisiert und frei umgestaltet bis hin zur Unkenntlichkeit ihrer Vorbilder.
Als Beispiele für neue Formen einer Säulenordnung: Otto Wagner erbaute die Villa Wagner noch ganz im Stil des Neohistorismus, seine Variante der klassischen Ordnung eröffnete er im Umgang mit den Kanneluren der Säulen, denen er nur ein Drittel der Säulenhöhe gab. Für seine Stadtbahn-Pavillons auf dem Karlsplatz verwendete er Gusseisensäulen, für die er die klassische Säulenordnung neu formulierte. Auch beim Krematorium im Pragfriedhof in Stuttgart finden sich deutliche Anklänge an die klassische Säulenordnung. Heinrich Tessenow setzte beim Festspielhaus in Hellerau statt der Säulen Pfeiler in freier toskanischer Ordnung. An der Fassade der Elisabethhalle in Aachen gliedern Säulen die Fensterfront und schaffen so die Einbindung in eine Ordnung aus Konsole und Dachgesims. Bei den Hackeschen Höfen in Berlin werden die Säulen als Lisenen in Dienste aufgelöst, und das Dachgesims deutet ein Gebälk an. Beim Hebbel-Theater, ebenfalls in Berlin, wird eine Einbindung mit einem angedeuteten Gebälk bewirkt. Bei der Hoffnungskirche in Pankow besteht das Gebälk aus einem einfachen Fries. Beim Spitalgasse 19 (Coburg) sind kunstvoll gegliederte Säulen mit Gesimsen in die Fassade eingebunden. Beim Prinzregententheater in München erhalten die Säulen des Einganges statt der Triglyphen Löwenköpfe, das Motiv findet sich an verschiedenen Stellen beim Gebäude. Fritz Höger baute teilweise getreu der Säulenordnung, setzte aber verstärkt Ziegelstein ein, so etwa beim Klöpperhaus in Hamburg. Beim Chilehaus formulierte er die Säulenordnung expressionistisch um. Ebenso gestaltete Fritz Schumacher die Säulenordnung in Backsteinen um, etwa beim Entwurf für das Emil-Krause-Gymnasium in Hamburg-Dulsberg, bei der noch die toskanische Ordnung erahnbar ist.
Bei der Casa Batlló weitete Antonio Gaudi die klassische Säulenordnung am innovativsten aus. Das Gebälk über den Säulen ist in Giebeln aufgelöst und schmiegt sich in organischen Formen in statisch optimierten Linien die Fassade hinauf. Auch die Säulen werden bei Gaudi eher als Skulptur verstanden und erfahren eine kunstvolle Weiterentwicklung. Bei seinem Entwurf für die Sagrada Familia löste er sich endgültig von der klassischen Ordnung und setzte Säulen nur noch schrägstehend ein, die zur statischen und künstlerischen Optimierung den Kettenlinien folgen.
Die Säulenordnungen werden im Faschismus und in der Nazi-Zeit wiederbelebt. So propagierte Marcello Piacentini 1926 eine eigene liktorische Säulenordnung, indem er Rutenbündel und Beilklingen an den 14 Säulen des Bozner Siegesdenkmals anbrachte und das Liktorenbündel als faschistisches Herrschaftszeichen etablierte. Speer formulierte bei der Reichskanzlei die Säulenordnung um. Bei der Gartenfront erhielten die Säulen einfache Basen (in Anlehnung an die ionische Ordnung), und die Kapitelle wurden flach reliefiert stilisiert und scheinen der korinthischen Ordnung entlehnt. Doch meist wurden die Basen und Kapitelle auf einfache Plinthen reduziert, die Schäfte glatt ohne Kanneluren oder Entasis ausgeführt. Das Gebälk wurde meist auf seine Quaderform reduziert oder überhöht stilisiert, wie beim Haus der Kunst in München oder der Eingangsfront beim Germania-Entwurf der „Halle des Volkes“.
Erst die Postmoderne verwendete die Säulenordnung wieder: Charles Willard Moore (1925–1993) schuf in New Orleans mit der Piazza d’Italia eine fröhliche Wiederbelebung der Renaissance und der Säulenordnung. Rob Krier interpretierte sie in seiner Cité Judiciaire (in Luxemburg ab 1992) neu, indem er die toskanischen Lisenen stauchte und auch das Gebälk vereinfachte sowie das Gesims wie das Fries gestaltete. Ricardo Bofill und Paolo Portoghesi wirkten in ähnlicher Weise.

## Weitere Säulenordnungen
- Während die klassische griechische und römische Architektur auch bei mehrgeschossigen Bauten nur Ordnungen kennt, die sich an die Stockwerke halten, beginnen ab der Renaissance Säulen wie auch Halbsäulen größere Abschnitte zu übergreifen. Dieses Gestaltungsmittel wird als Kolossalordnung bezeichnet.
- In der Romanik werden die Säulen mitunter mit deutlich stärkerem Durchmesser ausgebildet. Es entstehen, losgelöst von der klassischen Ordnung, eine Vielzahl von Kapitellformen, die bis in die Gotik tradiert werden.
- In der Gotik, besonders in der Hoch- und Spätgotik, werden die Säulenordnungen durch Dienste abgelöst.
- Eine barocke Variante der ionischen Ordnung wird auch deutsche Säulenordnung genannt.
- Bereits in konstantinischer Zeit waren spiralförmig gedrehte Säulenschäfte bekannt. In der Architekturtheorie des 16. Jahrhunderts taucht eine sogenannte Salomonische Säulenordnung auf (→ Weblink), doch war es Gianlorenzo Bernini, der im Jahr 1624 mit dem auf vier gedrehten Säulen ruhenden Baldachin über dem Petrusgrab im Petersdom den Anstoß für die fortan reichhaltige Entwicklung der Salomonischen Säulen gab, die im (kolonial)spanischen Churriguerismus ihren Höhepunkt erreichte.
- Liang Sicheng spricht von einer „chinesischen Säulenordnung“ der klassischen ostasiatischen Holzskelettbauweise.[12]